# Theumella
Theumella är ett släkte av spindlar. Theumella ingår i familjen Prodidomidae.
Kladogram enligt Catalogue of Life:
| Theumella | \| \| Theumella penicillata \| \| \| \| \| \| Theumella typica \| \| \| \| |
|           | \| \| Theumella penicillata \| \| \| \| \| \| Theumella typica \| \| \| \| |
|           | Theumella penicillata                                                      |
|           |                                                                            |
|           | Theumella typica                                                           |
|           |                                                                            |